# Чорна сила

Піднятий кулак вважається політичним символом чорної солідарності.

Чорна сила (англ. Black Power) - це політичне гасло та назва, яку дають різним пов'язаним з ним ідеологіям, що мають на меті досягнення самовизначення для чорношкірих людей. Воно переважно, але не виключно, використовується в Сполучених Штатах чорношкірими активістами та іншими прихильниками того, що передбачає це гасло. Рух за владу чорних був помітним наприкінці 1960-х - на початку 1970-х років, наголошуючи на расовій гордості та створенні чорних політичних і культурних інституцій для плекання та просування того, що прихильники руху вважали колективними інтересами та цінностями чорних американців.
Основою «чорної влади» є різні ідеології, спрямовані на досягнення самовизначення чорношкірого населення США, диктуючи, що чорношкірі американці створюють власну ідентичність, незважаючи на вже існуючі суспільні фактори. «Чорна сила» в її первісному політичному значенні виражає цілий ряд політичних цілей, від войовничого самозахисту від расового гноблення до створення соціальних інститутів та самодостатньої економіки, включаючи книгарні, кооперативи, ферми та засоби масової інформації, що належать чорношкірому населеннюОднак рух критикують за відчуження від основного руху за громадянські права та підтримку чорного сепаратизму.

## Етимологія
Перше відоме використання терміну «Чорна сила» зустрічається в книзі Річарда Райта «Чорна сила» 1954 року. 1 травня 1965 року, через кілька місяців після вбивства Малкольма Ікса 21 лютого, Грейс Лі Боггс і Джеймс Боггс створили «в нашому підвалі» національну Організацію чорної влади, разом з «колишніми і нинішніми членами Руху революційної дії (РДР) і СНКК серед її членів», в тому числі «представниками з Вашингтона, Чикаго, Філадельфії, Клівленда та Нью-Йорка", як “координаційну групу низових активістів, які прагнули створити конкретну програму самовизначення чорношкірих, зосереджену в містах”. «Вже «навесні 1964 року, разом з Максом Стенфордом з Руху Революційної Дії (РДР), Балтиморським афроамериканським репортером Вільямом Ворті та Патрицією Робінсон з “Преси Третього Світу”, Боггси “зустрілися з Малкольмом у гарлемському ланч-барі, щоб обговорити нашу пропозицію приїхати до Детройта і допомогти у створенні Організації Чорної Сили”, але “відповідь Малкольма була такою, що ми повинні продовжувати працювати, а він служитиме цьому рухові в якості ”євангеліста»".
Нью-йоркський політик Адам Клейтон Пауелл-молодший використав цей термін 29 травня 1966 року під час виступу в Університеті Говарда: «Вимагати цих прав, даних Богом, означає прагнути влади чорних".

Вперше термін «Чорна сила» як політичне та расове гасло почали використовувати Стоуклі Кармайкл (пізніше відомий як Кваме Туре) та Віллі Рікс (пізніше відомий як Мукаса Дада), організатори та речники Студентського ненасильницького координаційного комітету (SNCC). 16 червня 1966 року у своїй промові в Грінвуді, штат Міссісіпі, після вбивства Джеймса Мередіта під час Маршу проти страху, Стоуклі Кармайкл сказав:
Мене заарештовують вже двадцять сьомий раз, і я не збираюся більше сидіти у в'язниці! Єдиний спосіб зупинити білих людей, які нас б'ють, - це взяти владу в свої руки. Ми почнемо говорити «Влада чорних»!
Стоуклі Кармайкл розглядав концепцію «чорної влади» як засіб солідарності між людьми всередині руху. Це було заміною гасла «Свободу негайно!» сучасника Кармайкла, лідера ненасильства Мартіна Лютера Кінга-молодшого. Використовуючи цей термін, Кармайкл вважав, що цей рух був не просто рухом за расову десегрегацію, а радше рухом, покликаним допомогти покласти край тому, як американський расизм ослабив чорношкірих людей. Він сказав: «Чорна сила» означає, що чорношкірі люди збираються разом, щоб сформувати політичну силу і або обирають представників, або змушують своїх представників говорити про свої потреби". Кармайкл і Чарльз В. Гамільтон пояснюють термін “чорна сила” у своїй книзі 1967 року “Чорна сила: політика визволення”: «Це заклик до чорношкірих людей у цій країні об'єднатися, визнати свою спадщину, побудувати почуття спільноти. Це заклик до чорношкірих людей визначити свої власні цілі, очолити свої власні організації".

## Варіанти
Прихильники чорної влади вірили в автономію чорношкірих, з різноманітними тенденціями, такими як чорний націоналізм, чорне самовизначення та чорний сепаратизм. Такі позиції викликали тертя з лідерами основного Руху за громадянські права, і тому ці два рухи іноді розглядалися як антагоністичні за своєю суттю. Лідери руху за громадянські права часто пропонували пасивну, ненасильницьку тактику, в той час як чорношкірі вважали, що, за словами Стоуклі Кармайкла і Чарльза В. Гамільтона, «ненасильницький» підхід до громадянських прав - це підхід, який чорні люди не можуть собі дозволити, і розкіш, на яку білі люди не заслуговують". Однак, багато груп і окремих осіб, включаючи Розу Паркс, Роберта Ф. Вільямса, Майю Анжелу, Глорію Річардсон і Фей Белламі Пауелл, взяли участь і в боротьбі за громадянські права, і в боротьбі за чорношкірих активістів. Зростаюча кількість дослідників розглядають рухи за громадянські права та за владу чорношкірих як один взаємопов'язаний Рух за свободу чорношкірих.
Численні прихильники чорної влади виступали за самовизначення чорношкірих через переконання, що чорношкірі люди повинні очолювати та керувати своїми власними організаціями. Стоуклі Кармайкл є таким прихильником і стверджує, що «тільки чорні люди можуть донести революційну ідею - і це революційна ідея - про те, що чорні люди здатні робити все самі». Однак це не означає, що прихильники чорної влади пропагували расову сегрегацію. Стоклі Кармайкл і Чарльз В. Гамільтон пишуть, що «існує певна, вкрай необхідна роль, яку можуть відігравати білі». Вони вважали, що білі можуть служити руху, навчаючи інших білих людей.
Не всі чорношкірі прихильники влади були прихильниками чорного сепаратизму. В той час як Стоуклі Кармайкл та SNCC підтримували сепаратизм протягом певного часу наприкінці 1960-х років, такі організації, як Партія чорних пантер, не були прихильниками сепаратизму. Хоча «Пантери» вважали, що перебувають у стані війни з панівною білою супремасистською структурою влади, вони воювали не з усіма білими, а радше з тими (переважно білими) людьми, які отримали владу завдяки несправедливості цієї структури і відповідальні за її відтворення.
Боббі Сіл, голова і співзасновник Партії самооборони «Чорна пантера», був відвертим щодо цього питання. Його позиція полягала в тому, що гноблення чорношкірих є результатом економічної експлуатації. У своїй книзі «Лови момент» він стверджує: «На наш погляд, це класова боротьба між масовим пролетарським робітничим класом і невеликою меншістю правлячого класу. Люди робітничого класу всіх кольорів повинні об'єднатися проти експлуататорського, гнобительського правлячого класу. Тому дозвольте мені ще раз підкреслити - ми вважаємо, що наша боротьба є класовою боротьбою, а не расовою». Для Сіла боротьба афроамериканців не була виключно боротьбою за вищість чорношкірих. У 1970 році ця боротьба переслідувала цілі, подібні до цілей занепалої Кампанії бідних людей, а також «Міста воскресіння» Джессі Джексона та його пізнішої Rainbow/PUSH, яка протистояла гемптонівським ітераціям «Коаліцій веселки».
Відгалуженнями чорної сили є африканський інтернаціоналізм, панафриканізм, чорний націоналізм та вищість чорношкірих.